# Augusto Di Giovanni
Augusto Di Giovanni (Salerno, 17 marzo 1900 – Salerno, 16 dicembre 1975) è stato un attore italiano.

## Biografia
Nel 1925, all'età di 25 anni, comincia a muovere i primi passi nel mondo del teatro dilettantistico con le compagnie filodrammatiche della città natale. In seguito venne scritturato dalla Compagnia diretta da Annibale Ninchi, che lo avvia alla carriera professionistica come caratterista corposo e di grande valore, affermandosi con la sua tempra di attore sanguigno e autoritario. Il sodalizio durerà diversi anni e si svilupperà soprattutto nel quadriennio 1929-1932 con grandi successi ottenuti nei più grandi teatri italiani; ha occasione di recitare accanto ad Amedeo Nazzari, Ernesto Calindri, Ennio Cerlesi, Loris Gizzi, Adelmo Cocco, Fernanda Rovere, Pina Pieri Ardau e Wanda Buratti, in un repertorio molto vasto, perlopiù di genere drammatico. Nel 1929 inizia a lavorare a fianco di Totò dapprima nella Compagnia di Achille Maresca, poi nella Compagnia Stabile Napoletana Molinari diretta da Eugenio Aulicino in un repertorio sostanzialmente più leggero. Negli anni successivi lavora con le compagnie di Eduardo De Filippo, Raffaele Viviani, Titina De Filippo e Agostino Salvietti.

Augusto Di Giovanni (a destra) con Totò nel film San Giovanni decollato (1940)

Il debutto sul grande schermo arriva nel 1937, a 37 anni, diretto da Enrico Guazzoni, e nei venti anni seguenti interpreta una sessantina di pellicole sempre come caratterista tranne in una sola occasione, quando Giovacchino Forzano gli offre un ruolo da protagonista interpretando l'orafo e scultore Benvenuto Cellini in Sei bambine e il Perseo. Più noti, invece, sono i film che interpreta accanto a Totò, dapprima San Giovanni decollato dove interpreta il ruolo di un guappo, quindi L'allegro fantasma dove interpreta uno smargiasso cacciatore di leoni che alla fine si rivelerà pavido e inconcludente. Altra interpretazione memorabile è quella accanto ai fratelli De Filippo (accanto anche a Peppino De Filippo) in A che servono questi quattrini?. Il triennio 1940-1942 è quello dove sfrutta le occasioni migliori; con l'avvento del Neorealismo, pur continuando a macinare ruoli fino al 1957, spaziando in pellicole di vario genere, dalle commedie brillanti ai drammi storici, da quelli d'avventura ai melodrammi, non ha più la possibilità di esprimersi come aveva avuto in precedenza. In quel periodo continuò a calcare i palcoscenici dei più prestigiosi teatri italiani con diverse Compagnie, tra le quali l'Istituto Nazionale del Dramma Antico diretto da Luigi Almirante e le Compagnie del Teatro di Rivista accanto ai comici Erminio Macario, Nino Taranto, Riccardo Billi e Mario Riva.
Ritiratosi dalle scene, muore nella sua città natale all'età di 75 anni.

## Teatro
Con la Compagnia di Annibale Ninchi:
- La beffa dell'argento di Gino Valori
- Il beffardo di Nino Berrini
- Bisanzio di Ferenc Herczeg
- Il Cardinale Giovanni de' Medici di Louis Parker
- Il Cardinale Lambertini di Alfredo Testoni
- La cena delle beffe di Sem Benelli
- Cyrano de Bergerac di Edmond Rostand
- Le cocu magnifique di Fernand Crommelynck
- Il colonnello Bridau di Emile Fabre
- Il conte rosso di Giuseppe Giacosa
- La Fiammata di Henri Kistemaeckers
- La figlia di Jorio di Gabriele D'Annunzio
- Il generale di Lajos Zilahy
- Gianni Schicchi di Giovacchino Forzano
- Glauco di Ercole Luigi Morselli
- Kean di Alexandre Dumas padre
- Madame Sans-Gêne di Victorien Sardou
- La maschera d'oro di Annibale Ninchi
- La morte civile di Paolo Giacometti
- Una notte a Chicago di George Cam O'Neill
- L'onore di Hermann Sudermann
- Il padrone delle ferriere di Georges Ohnet
- Papà Lebonnard di Jean Aicard
- Il Passatore di Alberto Donini e Guglielmo Zorzi
- Il poeta malandrino di Annibale Ninchi
- La primula rossa di Madame Orczy
- Il processo dei veleni di Victorien Sardou
- Quello che piglia gli schiaffi di Leonid Nicolaevic Andreev
- Quo Vadis di Henryk Sienkiewicz
- Romanticismo di Gerolamo Rovetta
- Ruy Blas di Victor Hugo
- Il segreto di Juan-Sin-Pan di Valle, Fiorita e Carbone
- Spettri di Henrik Ibsen

Con la Compagnia di Achille Maresca:
- Monna Eva di Paolo Reni (1929)
- La giostra dell'amore di Cherubini, Armando Fragna e Cesare Andrea Bixio (1929)

Con la Compagnia Stabile Napoletana Molinari di Eugenio Aulicino:
- Messalina di Kokasse e Mascaria (1929)
- Santarellina di Henri Meilhac e Ludovic Halévy
- Amore e cinema di Carlo Mauro (1929)
- Il processo di Mary de' Can di Carlo Mauro (1929)
- Bacco, Tabacco e Venere di Mario Mangini e Carlo Mauro (1929)
- I tre moschettieri di Kokasse (1930)

## Filmografia

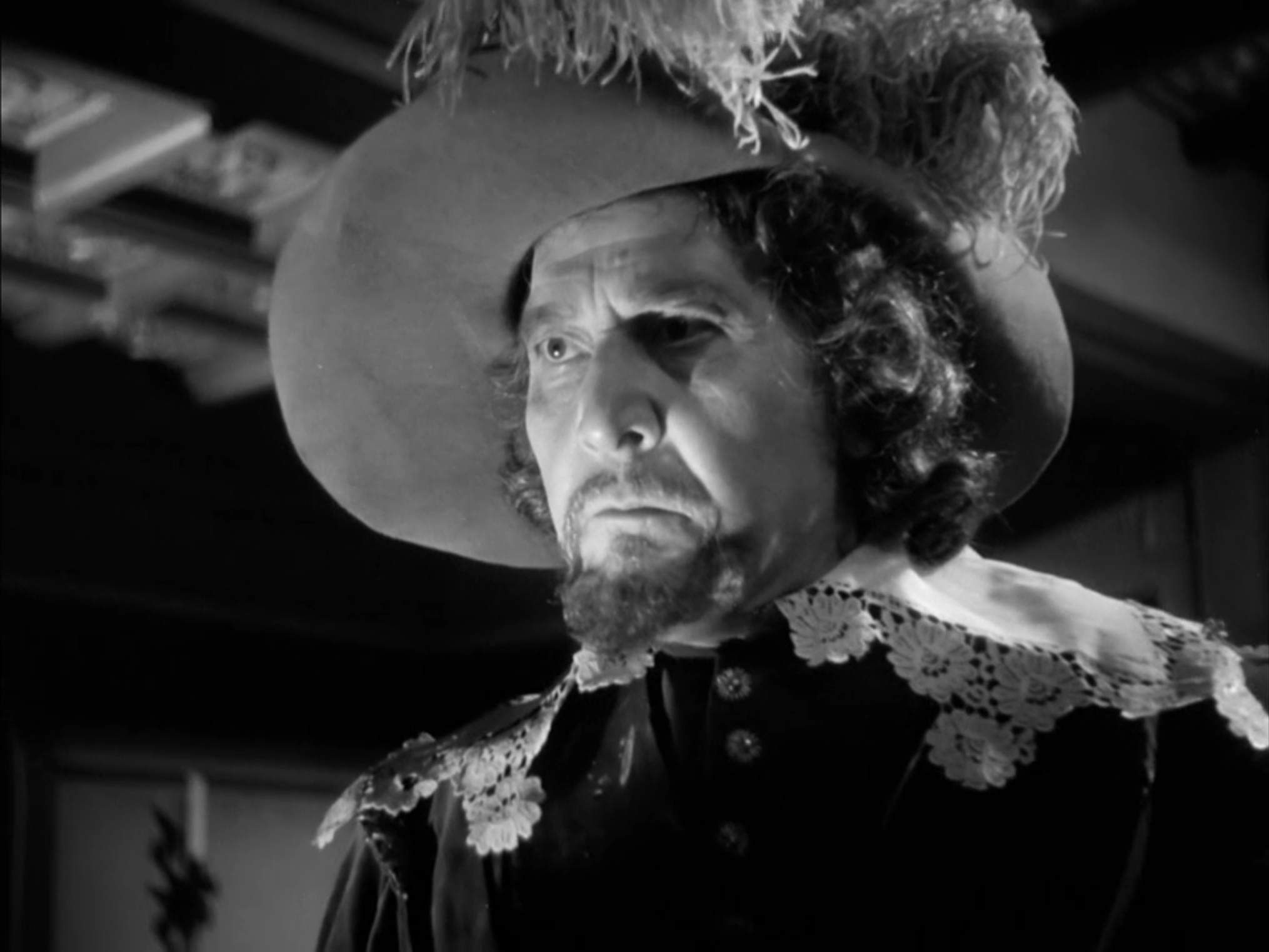
Augusto Di Giovanni in La paura fa 90 (1951)

- Il dottor Antonio, regia di Enrico Guazzoni (1937)
- L'ultimo scugnizzo, regia di Gennaro Righelli (1938)
- Giuseppe Verdi, regia di Carmine Gallone (1938)
- Il barone di Corbò, regia di Gennaro Righelli (1939)
- Il cavaliere di San Marco, regia di Gennaro Righelli (1939)
- Piccolo hotel, regia di Piero Ballerini (1939)
- Imputato, alzatevi!, regia di Mario Mattoli (1939)
- Lo vedi come sei... lo vedi come sei?, regia di Mario Mattoli (1939)
- Sei bambine e il Perseo, regia di Giovacchino Forzano (1939)
- Animali pazzi, regia di Carlo Ludovico Bragaglia (1939)
- San Giovanni decollato, regia di Amleto Palermi (1940)
- L'arcidiavolo, regia di Tony Frenguelli (1940)
- L'allegro fantasma, regia di Amleto Palermi (1941)
- Marco Visconti, regia di Mario Bonnard (1941)
- Il re d'Inghilterra non paga, regia di Giovacchino Forzano (1941)
- A che servono questi quattrini?, regia di Esodo Pratelli (1942)
- Pazzo d'amore, regia di Giacomo Gentilomo (1942)
- Il mercante di schiave, regia di Duilio Coletti (1942)
- Spie tra le eliche, regia di Ignazio Ferronetti (1943)
- I bambini ci guardano, regia di Vittorio De Sica (1944)
- Macario contro Zagomar, regia di Giorgio Ferroni (1944)
- Resurrezione, regia di Flavio Calzavara (1944)
- Senza famiglia, regia di Giorgio Ferroni (1946)
- L'ultimo sogno, regia di Marcello Albani (1946)
- Pian delle stelle, regia di Giorgio Ferroni (1946)
- Fumeria d'oppio, regia di Raffaello Matarazzo (1947)
- Sperduti nel buio, regia di Camillo Mastrocinque (1947)
- Il barone Carlo Mazza, regia di Guido Brignone (1948)
- Arrivederci, papà!, regia di Camillo Mastrocinque (1948)
- I contrabbandieri del mare, regia di Roberto Bianchi Montero (1948)
- Un mese d'onestà, regia di Domenico Gambino (1948)
- Marechiaro, regia di Giorgio Ferroni (1949)
- Se fossi deputato, regia di Giorgio Simonelli (1949)
- Alina, regia di Giorgio Pàstina (1950)
- Il nido di falasco, regia di Guido Brignone (1950)
- Il leone di Amalfi, regia di Pietro Francisci (1950)
- Donne e briganti, regia di Mario Soldati (1950)
- Il brigante Musolino, regia di Mario Camerini (1950)
- La paura fa 90, regia di Vittorio Metz e Giorgio Simonelli (1951)
- Una bruna indiavolata, regia di Carlo Ludovico Bragaglia (1951)
- I morti non pagano tasse, regia di Sergio Grieco (1952)
- Il sogno di Zorro, regia di Mario Soldati (1952)
- Il tallone di Achille, regia di Mario Amendola e Ruggero Maccari (1952)
- La nave delle donne maledette, regia di Raffaello Matarazzo (1953)
- La Gioconda, regia di Giacinto Solito (1953)
- Lo scocciatore (Via Padova 46), regia di Giorgio Bianchi (1953)
- Siamo ricchi e poveri di Siro Marcellini (1953)
- Disonorata (senza colpa), regia di Giorgio Walter Chili (1953)
- Amori di mezzo secolo, epis. Dopoguerra 1920, regia di Mario Chiari (1954)
- Accadde al commissariato, regia di Giorgio Simonelli (1954)
- La Luciana, regia di Domenico Gambino (1954)
- Il barcaiolo di Amalfi, regia di Mino Roli (1954)
- I cavalieri dell'illusione, regia di Marc Allégret (1954)
- Due soldi di felicità, regia di Roberto Amoroso (1954)
- Buonanotte... avvocato!, regia di Giorgio Bianchi (1955)
- Ripudiata, regia di Giorgio Walter Chili (1955)
- Accadde al penitenziario, regia di Giorgio Bianchi (1955)
- Un palco all'opera, regia di Siro Marcellini (1955)
- Totò lascia o raddoppia?, regia di Camillo Mastrocinque (1956)
- Mi permette, babbo!, regia di Mario Bonnard (1956)
- Io Caterina, regia di Oreste Palella (1957)
- Addio per sempre, regia di Mario Costa (1957)